# 益田元道

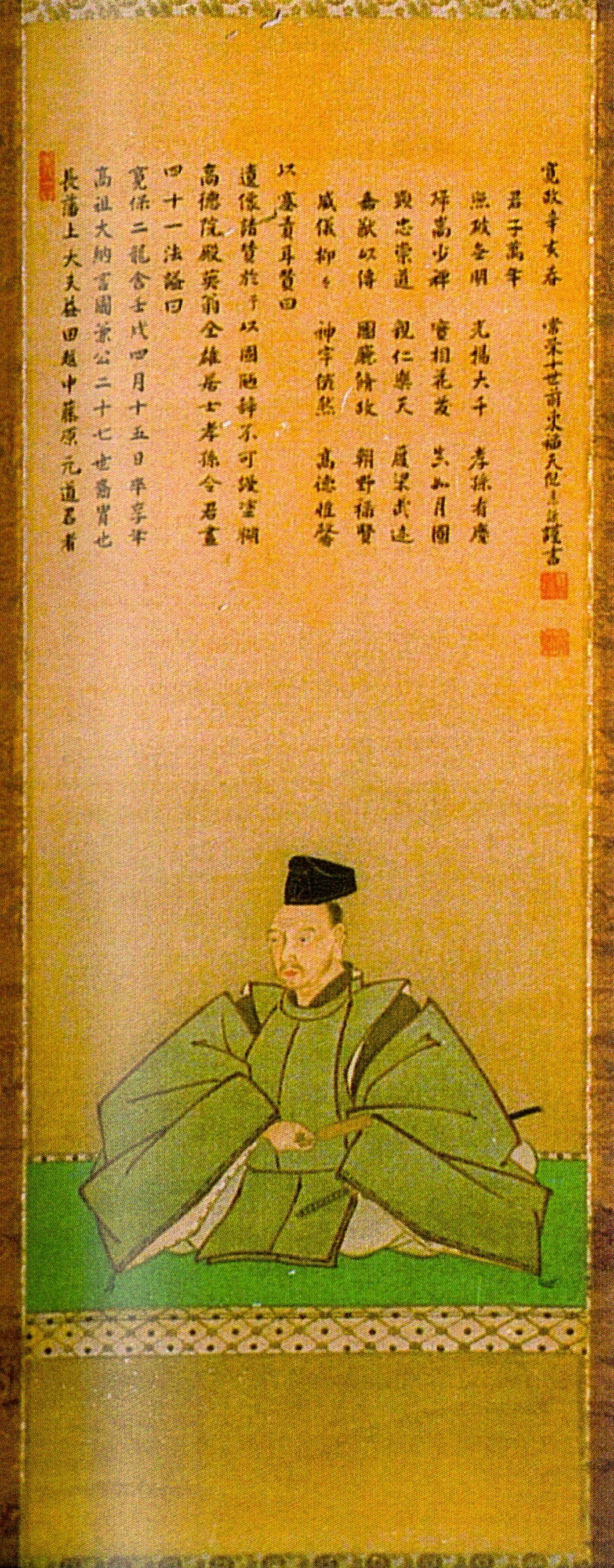
益田元道

益田 元道（ますだ もとみち、元禄15年6月6日（1702年6月30日） - 寛保2年4月15日（1742年5月19日））は、益田家第27代当主。長州藩永代家老・須佐領主益田家8代。
父は益田就賢。母は吉川広紀の養女（福原広俊の娘）。正室は堅田就宣の娘。養子に益田広尭。幼名は梅之丞。通称は越中。

## 生涯
元禄15年（1702年）、益田就賢の長男として生まれる。宝永7年（1710年）、父が病により隠居したため家督を相続する。享保4年（1719年）、大頭役に任じられ、藩主の毛利吉元、宗広の2代にわたって仕えた。吉元からは元服の際に偏諱（「元」の字）の授与を受けた。
享保11年（1726年）、須佐領内に唐船が漂着し、藩命により打払う。享保20年（1735年）、初代館長に京の儒学者品川希明を招き、郷校育英館を創建し、家臣子弟の学問を奨励した。育英館は幕末に人材を輩出し、育英小学校の前身となる。寛保2年（1742年）4月15日没、享年41。笠松山麓に葬られる。家督は益田一族である問田益田家の益田就高の二男繁沢利充（広尭）が養子となって相続した。